# Nonà
El nonà és un alcà, hidrocarbur saturat o parafina de cadena lineal la fórmula química és CH₃-(CH₂)₇-CH₃. La seva radical substituent rep el nom de nonil, CH3 (CH2) 7CH2-, i el seu equivalent estructural en forma d'anell és el ciclononà ({\displaystyle {\ce {C9H18}}}). A diferència d'altres alcans, el prefix que apareix en el seu nom i que indica el nombre d'àtoms de carboni procedeix del llatí, no del grec.

## Estructura de la molècula
És un compost covalent, no ramificat, format per un esquelet d'àtoms de carboni envoltat per àtoms d'hidrogen. La cadena té forma de ziga-zaga, amb angles aproximats de 108º.

## Propietats
És un líquid poc volàtil que crema amb facilitat. La seva densitat en estat líquid és menor que la de l'aigua, sent molt poc soluble en ella. Es dissol bé en dissolvents orgànics, com alcohol, acetona, tetraclorur de carboni entre d'altres.